# 江丹別村
江丹別村（えたんべつむら）は、かつて北海道上川郡に存在した村である。

## 沿革
- 1906年（明治39年）4月1日 - 北海道二級町村制施行により上川郡鷹栖村の一部が村制施行し、（旧）鷹栖村が発足。
- 1924年（大正13年）6月4日 - 鷹栖村が東鷹栖村と改称（その後町制ののち1971年（昭和46年）に旭川市に編入）。現在の旭川市江丹別地区にあたる江丹別村（二級）とのちの鷹栖町にあたる（新）鷹栖村（一級）が分村して発足。
- 1941年（昭和16年）- 村内に10字（春日、嵐山、共和、中園、芳野、清水、西里、拓北、富原、中央）が成立。
- 1955年（昭和30年）4月1日 - 旭川市に編入され消滅。